# Reinickendorf
Reinickendorf (pronunciación en alemán: /ˈʁaɪ̯nɪkn̩ˌdɔʁf/ⓘ) es el duodécimo distrito de Berlín. Abarca la zona noroeste de la ciudad, incluido el aeropuerto de Berlín-Tegel, el lago de Tegel, los espaciosos asentamientos de viviendas unifamiliares, así como los polígonos de vivienda como Märkisches Viertel. 

## Subdivisiones

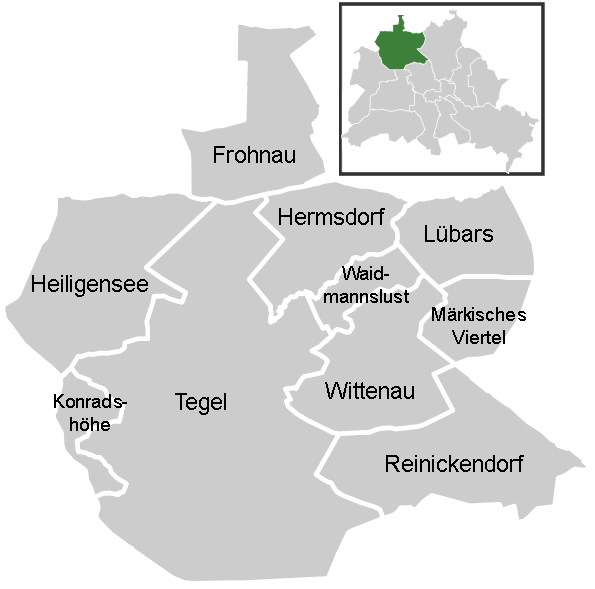
Localidades de Reinickendorf.

Reinickendorf se divide en diez localidades, la población se escribe entre paréntesis:
| - Reinickendorf (73,847) - Tegel (33,873) - Konradshöhe (6,031) - Heiligensee (17,800) - Frohnau (17,309) | - Hermsdorf (16,950) - Waidmannslust (10,316) - Lübars (5,021) - Wittenau (29,597) - Märkisches Viertel (35,833) |

## Administración

Distribución por partido político de los participantes del parlamento del distrito en 2016

El alcalde del distrito Reinickendorf (Bezirkbürgermeister) es Frank Balzer del partido CDU.
Tras las elecciones del parlamento del distrito de 2016, el parlamento está conformado de la siguiente forma:
- CDU, 21 miembros
- SPD, 13 miembros
- AfD, 8 miembros
- Grüne, 6 miembros
- FDP, 4 miembros
- Die Linke, 3 miembros

## Ciudades hermanadas
- Vogelsberg, Alemania desde 1964.
- Lauterbach desde 1966.
- Antony, Francia desde 1966.
- Greenwich, Reino Unido desde 1966.
- Qiryat Atta, Israel desde 1976.
- Bad Steben, Alemania desde 1988
- Melle, Alemania desde 1988.
- Blomberg, Alemania desde 1990.